# توم ميرفي (لاعب كرة قدم أمريكية)
توم ميرفي (بالإنجليزية: Tom Murphy)‏ هو لاعب كرة قدم أمريكية أمريكي، ولد في 22 يناير 1900 في منيابولس في الولايات المتحدة، وتوفي في 5 ديسمبر 1986 في تاكوما في الولايات المتحدة.

## وصلات خارجية
- توم ميرفي على موقع مرجع كرة القدم المحترفة.كوم (الإنجليزية)